# ウチら陽気なシンデレラ
『ウチら陽気なシンデレラ』（ウチらようきなシンデレラ）は、真田ぽーりんによる日本の漫画作品。『ヤングキングアワーズ』（少年画報社）にて、2001年12月号より2006年4月号まで連載された。単行本は全4巻。

## 概要
清掃サービス会社「（株）ルンルンサービス」に務める4人のうら若き女性やその関係者達が、清掃にまつわる様々なドタバタギャグを繰り広げる4コマ漫画作品。作者自身が清掃業に携わった経験から描いている。

## 登場人物
タケコ
ショートカットの女性。がさつな性格で、登場人物紹介いわく「ルンルンサービスの破壊神」。実は同人活動をしているが、それは周囲に隠している。兄がいる。
優（ゆう）
ボブカットの女性。
アケミ
巨乳でナイスバディの色っぽい女性。仕事中は無気力でだらしない。時々社内の男を喰っている。
りな
見た目は子供っぽい女の子。
山田（やまだ）
ルンルンサービスにおいて、4人の上司を務める中年男性。気が弱い。薄い頭の癒し系。
清水（しみず）
ルンルンサービスに洗剤などを売りに来る中年男性。気の弱さは山田といい勝負。
タケコの兄
美形。タケコ達にいいように遊ばれているが、同人活動というタケコの弱点を握り、やり返すことも。